# 中日ニュース テレポートとやま
『中日ニュース テレポートとやま』（ちゅうにちニュース テレポートとやま）は、富山テレビがT34時代に1976年4月1日から1979年9月28日まで放送していた平日夕方のローカルニュース番組である。
後番組は『こんばんは!とやま6:30』。

## 放送時間と内容の変遷
- 1976年4月1日、平日 18:50 - 19:00に放送される10分間の番組として開始。
- 1977年4月4日、キャスター出演によるニュース番組に。
- 1978年10月2日、番組開始時刻が18:45からに。

## 名称について
開局当時から中日新聞と関係が深く、現在でも平日14時05分からの『北陸中日新聞ニュース』、日曜17時30分からの『FNN北陸中日新聞 日曜夕刊』を放送する富山テレビであるが、平日夕方のニュース番組で「中日」の冠が付くものはこれのみのようである。
ちなみにこの番組がスタートしてから半年後に、隣県の石川県にある北陸放送が北陸地区では先駆けとなる30分のローカルワイドニュース番組『MROテレポート6』の放送を開始している。